# Saint-Philbert-sur-Risle
Saint-Philbert-sur-Risle ist eine französische Gemeinde mit 824 Einwohnern (Stand 1. Januar 2022) im Département Eure in der Region Normandie. Sie gehört zum Kanton Pont-Audemer.

## Geografie
Saint-Philbert-sur-Risle liegt im Tal der Risle, am orografisch linken Ufer, zwischen dem Fluss und den mit dem Bois des Angles und dem Bois d’Avranches bewaldeten Hängen am Ostrand des Lieuvin. Es liegt 46 Straßenkilometer südwestlich von Rouen und 26 Kilometer westlich von Elbeuf in direkter Nachbarschaft zur Gemeinde Montfort-sur-Risle, die sich am rechten Ufer der Risle befindet. 37 Kilometer nordwestlich der Gemeinde liegt der nächste Flughafen, der Aéroport de Deauville - Saint-Gatien in Saint-Gatien-des-Bois.
Saint-Philbert-sur-Risle ist einer Klimazone des Typs Cfb (nach Köppen und Geiger) zugeordnet: Warmgemäßigtes Regenklima (C), vollfeucht (f), wärmster Monat unter 22 °C, mindestens vier Monate über 10 °C (b). Es herrscht Seeklima mit gemäßigtem Sommer.

## Geschichte
Nach einer lokalen Legende soll der Heilige Philibert (617/18–684) von Jumièges ohne eine Möglichkeit den Fluss zu überqueren am Ufer der Risle gestanden haben. Er betete und bekam dafür ein Boot, das er mit seinen Gefährten bestieg. Der Ort, an dem das Wunder angeblich geschah, wurde daraufhin Saint-Philbert-sur-Risle benannt.
Als Rollo (860–931/932) Neustrien unter seinen Gefolgsleuten aufteilte, behielt er den Wald Vièvre für sich. Der Wald reichte im 11. Jahrhundert von Saint-Étienne-l’Allier (4 Kilometer nordwestlich von Saint-Georges-du-Vièvre) bis zur Risle. Die Métairie Saint-Philbert lag an der Risle am Rand des Waldes. Rollos Sohn Wilhelm I. († 942) war nach dänischem Brauch mit Sprota verheiratet gewesen. Er hatte einen Sohn aus der Beziehung, Richard I., der Wilhelms I. Nachfolger als Herzog der Normandie wurde. Wilhelm I. heiratete in zweiter Ehe nach christlichem Brauch Luitgard von Vermandois und Sprota heiratete in zweiter Ehe Asperleng, den Pächter von Saint-Philbert. Das Kind aus dieser Verbindung, Raoul d’Ivry († nach 1015), war somit der Halbbruder von Richard I. Eines Tages rettete Raoul d’Ivry Richard I. auf einer Jagd im Wald Vièvre das Leben. Dafür schenkte Richard I. seinem Halbbruder den Wald und den Meierhof Saint-Philbert, den er gleichzeitig zur Baronie erhob.

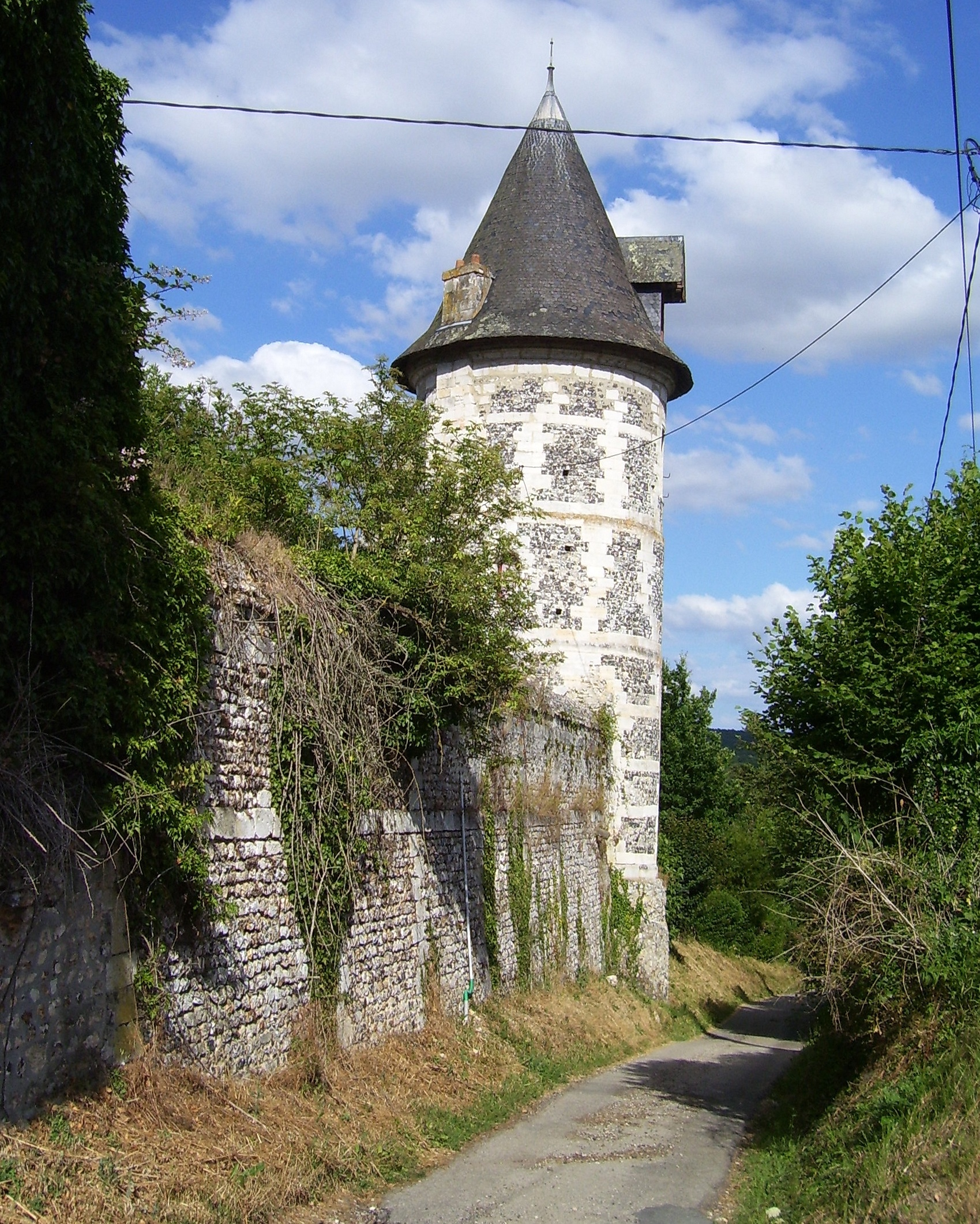
Turm der Burg de la baronnie

Nach Raoul d’Ivrys Tod erbte sein Sohn Jean d’Ivry die Baronie. Jean d’Ivry war Bischof von Avranches und später Erzbischof von Rouen. Er verschenkte die Hälfte der Ländereien an das Bistum Avranches. Seit dieser Zeit, bis zur Französischen Revolution (1789–1799) waren die Bischöfe von Avranches Seigneurs von Saint-Philbert. Der Wald im Süden des Ortskerns wird noch heute Bois d’Avranches genannt. Der Baronie unterstanden zuerst drei, dann fünf Ritter, die Ortschaften Freneuse-sur-Risle, Notre-Dame-d’Épine und Saint-Victor-d’Épine sowie diverse Lehen und Bürgerhäuser. Sie verfügte über einen seigneurialen Gerichtshof (haute justice), der später nach Saint-Georges-du-Vièvre und schließlich nach Pont-Audemer verlagert wurde. Vom damaligen Gefängnis ist nichts erhalten, von der Burg der Bischöfe sind Teile erhalten, von der dazugehörigen Kapelle ist nur noch bekannt, dass sie Johannes dem Täufer geweiht war (Saint-Jean).
In den Hugenottenkriegen (1562–1598) wurde die Priorei 1562 von den Hugenotten belagert. Die Nordseite der Kirche wurde dabei durch Kanonenbeschuss beschädigt und im 17. Jahrhundert erneuert.
| Jahr      | 1793  | 1806  | 1846  | 1906 | 1946 | 1962 | 1999 | 2007 | 2017 |
| --------- | ----- | ----- | ----- | ---- | ---- | ---- | ---- | ---- | ---- |
| Einwohner | 1.121 | 1.009 | 1.201 | 987  | 758  | 891  | 796  | 792  | 787  |

1791 wurde die Priorei im Zuge der Französischen Revolution aufgelöst. 1793 erhielt die Ortschaft als Saint Philbert sur Risle den Status einer Gemeinde und 1801 als Saint-Philibert das Recht auf kommunale Selbstverwaltung.
Im Zweiten Weltkrieg (1939–1945) wurde Saint-Philbert-sur-Risle im Sommer 1944 während der Operation Overlord durch die Alliierte Luftwaffe bombardiert. Dabei starben drei Menschen.

## Kultur und Sehenswürdigkeiten
Mehrere Fachwerkhäuser in der Gemeinde stammen aus dem 17. und 18. Jahrhundert. Sie sind zum Teil mit Schiefer, zum Teil mit Reet gedeckt.

### Kirche und Priorei

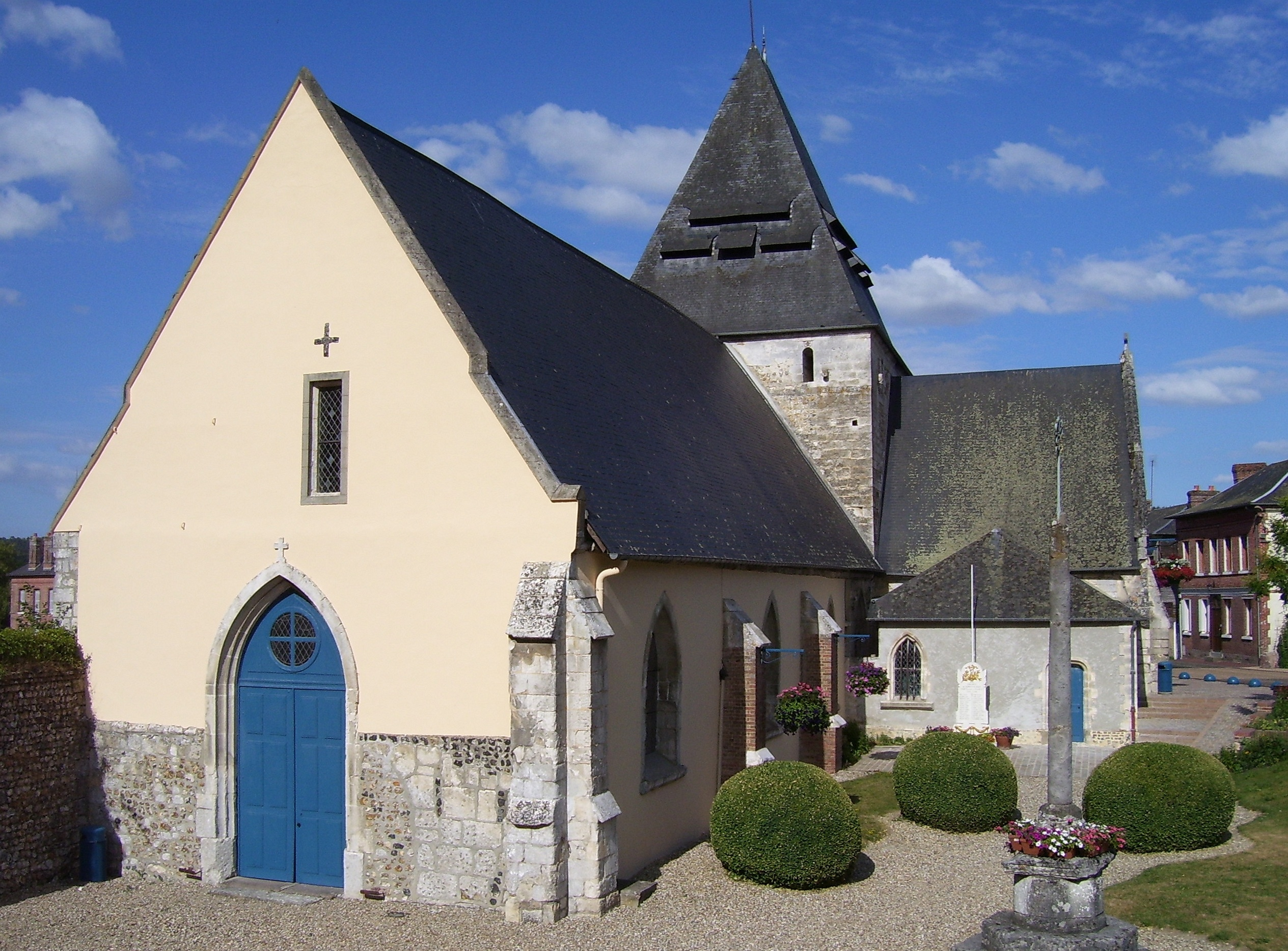
Die Kirche Saint-Ouen

Saint-Philbert-sur-Risle gehört zur römisch-katholischen Gemeinschaft Communauté de Montfort, die Teil der Pfarrei Montgeoly des Bistums Évreux ist.
Die Kirche Saint-Ouen ist dem Heiligen Ouen geweiht. Sie ging 1097 in den Besitz der Abtei Le Bec über, die die Priorei Saint-Pierre gründete. Bis dahin dienten dort acht Geistliche, die ihren Unterhalt durch Pfründen bestritten und keinem Orden angehörten. Die Kirche fungierte danach bis ins 15. Jahrhundert zugleich als Pfarr- und als Prioreikirche. In der Kirche sind Wandbemalungen aus dem 14. und 15. Jahrhundert an der Südmauer des Kirchenschiffs zu sehen. Die Südmauer selbst stammt aus dem 11. Jahrhundert. Im 13. Jahrhundert wurde der Chor erstmals umgebaut, außerdem wurde der Boden der Kirche um etwa einen Meter angehoben. Im 15. Jahrhundert bauten die Mönche eine Kapelle im gotischen Stil anstelle des Chors. Kirche und Kapelle waren durch eine Mauer getrennt. Die Kirche wurde im Folgenden von der Bevölkerung und die Kapelle von den Mïonchen genutzt. Im 16. Jahrhundert wurde der südliche Teil des Querschiffs, Teile des Chors und das Deckengewölbe des Glockenturms erneuert. Die Nord- und Westmauer des Kirchenschiffs wurde im 17. oder 18. Jahrhundert erneuert und das ganze Kirchenschiff im  19. Jahrhundert restauriert. Der nördliche Teil des Querschiffs war schon vor 1832 zerstört. Die Kirche wurde 1896 offiziell als „historisches Denkmal“ klassifiziert.
In den Jahren 1988 bis 1994 wurden archäologische Ausgrabung in der Kirche durchgeführt, bei denen eine romanische Apsis im Chor freigelegt wurde. Die Mauern der Apsis bestehen aus unbehauenem Feuerstein, der mit Kalkmörtel verputzt und durch drei Streben verstärkt wurde. Da die Ausgrabungen im Dezember 1993 und Januar 1994 mehrfach durch Überschwemmungen unterbrochen wurden, nehmen die Archäologen an, dass der Boden der Kirche angehoben wurde, um sie vor Überschwemmungen zu schützen. In der Verlängerung des nördlichen Querschiffs wurden die Grundmauern eines zerstörten Klostergebäudes gefunden. Im Schutt des Gebäudes wurden Jetons aus dem 15. und 16. Jahrhundert sowie Scherben von Keramik aus dem Beauvaisis aus dem 16. Jahrhundert gefunden. Daher gehen die Archäologen davon aus, dass das Gebäude im Zuge der Hugenottenkriege zerstört wurde.
In der Kapelle wurden vier Grabstätten aus dem 16. Jahrhundert entdeckt. Die Erwachsenen waren in Holzsärgen beerdigt worden und trugen mit Goldfäden durchwirkte Habits. Die Kapelle wurde bis 1791 für Gottesdienste genutzt und im 19. Jahrhundert in ein landwirtschaftliches Gebäude transformiert.

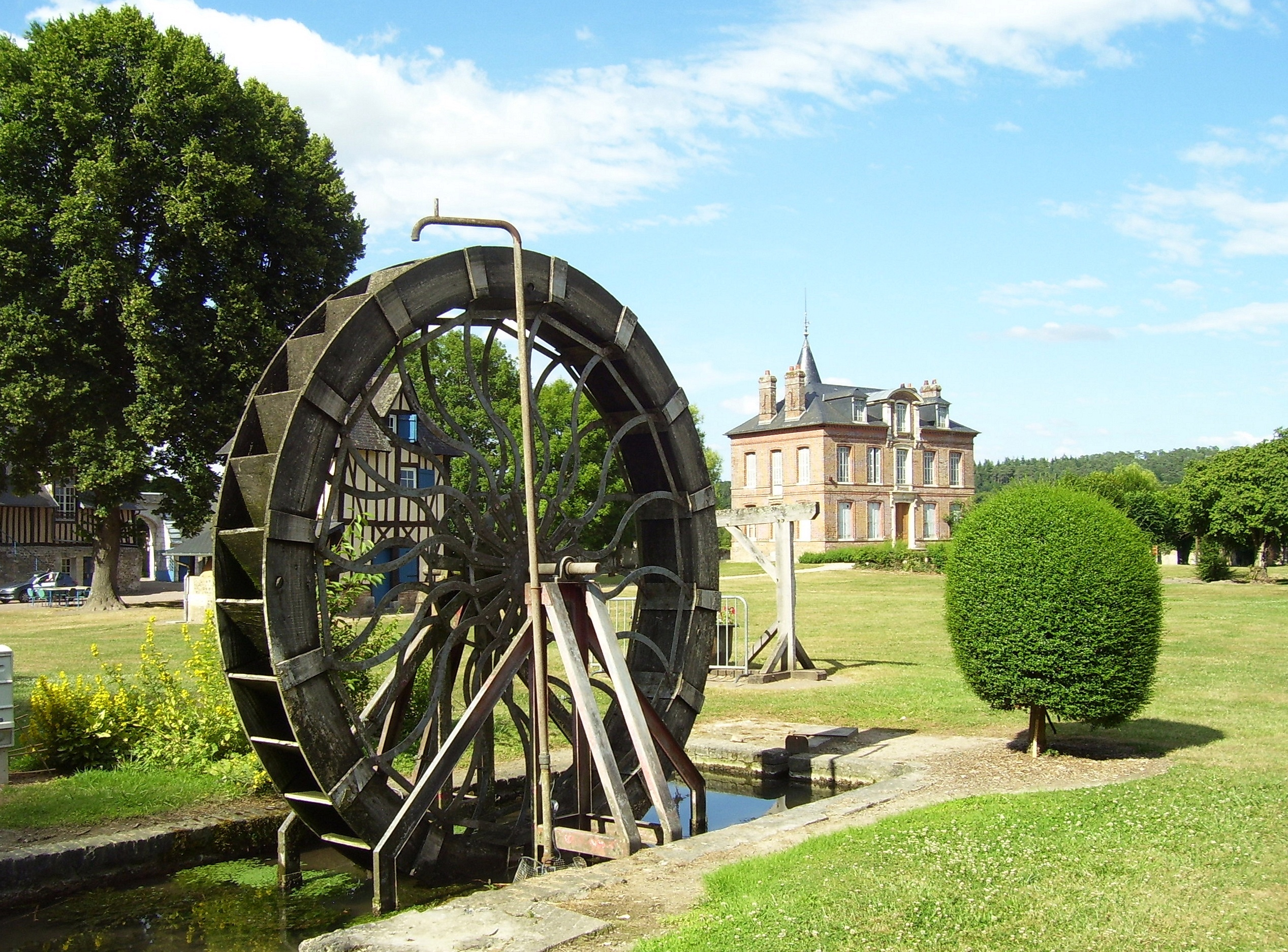
Das Gelände der Priorei

Die Priorei Saint-Pierre war dem Apostel Simon Petrus geweiht. Sie wurde nach 1097 und vor 1112 gegründet. 1521 bestand die Priorei aus Klostergebäuden, Taubenhaus, Scheune, Mühle und Fischteichen. Teile der Mauern um das Grundstück und das Eingangsportal stammen aus dem 17. Jahrhundert. Das heutige Taubenhaus stammt aus dem 18. Jahrhundert, ein Kanal umschließt die ehemaligen Wohngebäude der Priorei und treibt ein Wasserrad aus dem 18. Jahrhundert an. Das Wohngebäude des Klosters wurde nach 1832 zerstört und durch ein Herrenhaus ersetzt.
In der Kirche stehen mehrere Statuen. Eine Statue der Heiligen Chrodechild (474–544) wird noch heute als wundertätig verehrt. Die Gläubigen binden weiße Bänder um das rechte Handgelenk der Statue und bitten um den Schutz ihrer Kinder vor Krankheiten.

### Burg der Baronie
Die Burg der Bischöfe von Avranches (Château fort de la baronnie) wurde im 13. oder 14. Jahrhundert erbaut. Die ursprüngliche Kapelle wurde im 11. Jahrhundert errichtet. Im 18. Jahrhundert wurde sie komplett durch einen neuen Bau ersetzt. Das ehemalige Wohngebäude ist zerstört. Die Befestigungsanlagen mit sechs Türmen sind erhalten, sie befinden sich im Privatbesitz.

### Schloss de la Cour
Das Lehen La Cour wurde 1376 erstmals urkundlich erwähnt. Der Lehenssitz, das Schloss Château de la Cour, befindet sich im Tal, südlich des Weilers La Baronnie. Es wurde in der zweiten Hälfte des 16. Jahrhunderts erbaut. Das Gebäude hatte zwei Etagen, das Erdgeschoss besteht aus Stein und Feuerstein, der erste Stock ist in Fachwerktechnik erbaut. Im 19. Jahrhundert wurden die Fenster vergrößert und ein Balkon an der Talseite angebracht.

## Wirtschaft

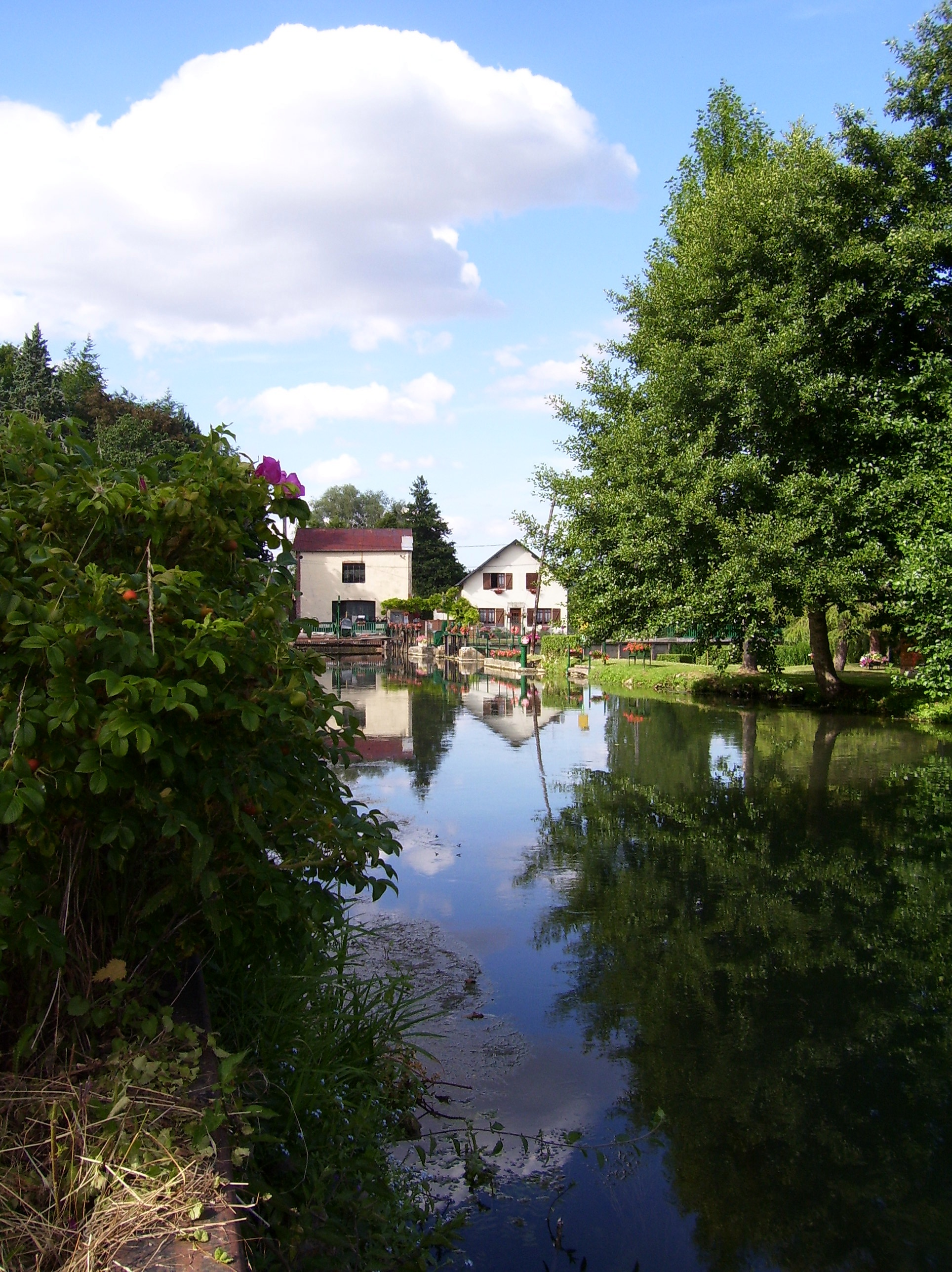
Wasserkraftwerk auf dem Gemeindegebiet

Nördlich der Priorei an der Risle stand die seigneuriale Getreidemühle. Sie wurde durch ein Wasserrad hydraulisch betrieben, 1845 in eine Weberei umgebaut und später vergrößert. Sie war bis ins 20. Jahrhundert hinein in Betrieb. Für die Arbeiter dieser Fabrik entstand dort eine Arbeitersiedlung. Der Weiler wurde nach der Fabrik Le Tissage (‚die Weberei‘) genannt.
1885 erhielten Saint-Philbert-sur-Risle und Montfort-sur-Risle als erste Städte Frankreichs eine elektrische Straßenbeleuchtung. Der Zimmerer Augustin Hébert wurde 1860 in Saint-Philbert-sur-Risle geboren. 1878 sah er auf der Weltausstellung Paris die „Gramme-Maschine“ von Zénobe Gramme (1826–1901). Er richtete sich daraufhin eine Werkstatt in Montfort-sur-Risle ein und nutzte die hydraulische Kraft der Risle, um Strom zu erzeugen. Nachdem die Glühlampe von Thomas Alva Edison (1847–1931) einsatzfähig war, beleuchtete Augustin Hébert zuerst seine Werkstatt und dann die Straße, die von Saint-Philbert-sur-Risle nach Montfort-sur-Risle führt.
Heute gelten auf dem Gemeindegebiet kontrollierte Herkunftsbezeichnungen (AOC) für Calvados und Pommeau (Pommeau de Normandie) sowie geschützte geographische Angaben (IGP) für Schweinefleisch (Porc de Normandie), Geflügel (Volailles de Normandie) und Cidre (Cidre de Normandie und Cidre normand).

## Persönlichkeiten
- Augustin Hébert (1860–1944), Zimmerer und Elektroinstallateur, richtete die erste Straßenbeleuchtung in Frankreich ein, erhielt 1939 den Orden des Ritters der Ehrenlegion (Chevalier de la Légion d’honneur).[10][11]
- Michel Piccoli (1925–2020), französischer Schauspieler, hier gestorben[12]